# Apassalus humistratus
Apassalus humistratus är en akantusväxtart som först beskrevs av André Michaux, och fick sitt nu gällande namn av Clarence Emmeren Kobuski. Apassalus humistratus ingår i släktet Apassalus och familjen akantusväxter. Inga underarter finns listade i Catalogue of Life.